# Umberto I.
Umberto I. (Torino, 14. ožujka 1844. – Monza, 29. srpnja 1900.), talijanski kralj iz Savojske dinastije. Na prijestolje je stupio 1878., a ubijen je 1900. u atentatu u Monzi koji je počinio anarhist Gaetano Bresci.

## Životopis

### Rođenje, djetinjstvo, mladost
Bio je sin prvog kralja Italije Viktora Emanuela II. i Adelaide Austrijske. Sa samo 14 godina pristupio je pijemontskoj vojsci, a prvi put se kao vojnik istaknuo za vrijeme bitke kraj Custozze, 24. lipnja 1866. godine, zadivivši suborce hrabrošću i mirnoćom kojom je uspio sačuvati bojni red tijekom napada habsburških postrojbi. Početkom 1871. godine proglašen je vojnim zapovjednikom Rima, tada novog glavnog grada Italije.
Dana 22. travnja 1868. godine oženio se rođakinjom, princezom Margaretom Terezom Ivanom Savojskom s kojom je imao sina, budućeg kralja Viktora Emanuela III. Unatoč postojanju antimonarhijskih osjećaja u javnosti, ti događaji donijeli su mu popularnost među narodom.

### Umberto I. – talijanski kralj
Okrunjen je 1878. godine, a samo nekoliko mjeseci poslije u Napulju je izbjegao atentat anarhista Giovannija Passanantea. Kao kralj zanimao se za cjelokupnu vanjsku politiku i vojsku, ali je katkada imao stavove za koje se činilo da ne poštuju ovalsti parlamenta. Postupno se približio carstvima Srednje Europe – Njemačkoj i Austro-Ugarskoj te je 1882. godine pristupio Trojnom savezu. Na političkom planu davao je nacionalistički smjer zanosu talijanskog preporoda. U slučaju kakvih neserća osobno je sudjelovao u pružanju pomoći.
Podupirao je kolonijalističke političke ambicije Italije u Africi. Carinski rat s Francuskom 1888. godine doveo je do ekonomskih poteškoća, a poraz od Etiopije u bitki kod Aduwe 1896. godine, doveo je do sloma talijanskih kolonijalističkih težnji.

### Pad popularnosti u narodu i atentat
Odluke Umberta I. iz 1898. godine, o uvođenju autoritarne politike i represije, a osobito krvavo gušenje pobune u Milanu, načele su njegovu popularnost među Talijanima i prema njegovim vladama koje su u obračunu s nezadovoljnicima nastavile koristiti represivne metode. Zbog potpore koju je pružao konzervativnim strankama postao je simbolom te situacije. Dana 29. srpnja 1900. godine anarhist Gaetano Bresci ubio ga je u Monzi s tri revolverska hica.

## Vanjske poveznice
- Umberto I. Hrvatska enciklopedija
- Umberto I. Proleksis enciklopedija
- Umberto I. Britannica (engl.)

| Umberto I. Savojska dinastijaRođ. 14. ožujka 1844. Umr. 29. srpnja 1900. |                                                       |                                |
| Vladarske titule                                                         |                                                       |                                |
| prethodnik Viktor Emanuel II.                                            | talijanski kralj 9. siječnja 1878. – 29. srpnja 1900. | nasljednik Viktor Emanuel III. |
| Titule u Katoličkoj Crkvi                                                |                                                       |                                |
| prethodnik Viktor Emanuel II.                                            | čuvar Svetoga platna 1878. – 1900.                    | nasljednik Viktor Emanuel III. |